# Вихорєво (Ковернинський район)
Вихорєво (рос. Вихорево) — присілок в Ковернинському районі Нижньогородської області Російської Федерації.
Населення становить 9 осіб. Входить до складу муніципального утворення Хохломська сільрада.

## Історія
Від 2009 року входить до складу муніципального утворення Хохломська сільрада.

## Населення
| 2002 | 2010 |
| ---- | ---- |
| 19   | ↘9   |